# Lázaro Cárdenas (Villa Comaltitlán)
Lázaro Cárdenas es una localidad del estado mexicano de Chiapas. Es parte del municipio de Villa Comaltitlán.

## Toponimia
El nombre de la localidad rinde homenaje a Lázaro Cárdenas, presidente de México de 1934 a 1940.

## Demografía
| Gráfica de evolución demográfica |
|                                  |

| Censo | Población |
| ----- | --------- |
| 1940  | 160       |
| 1950  | 520       |
| 1960  | 467       |
| 1970  | 915       |
| 1980  | 1 062     |
| 1990  | 1 388     |
| 2000  | 1 410     |
| 2010  | 1 531     |
| 2020  | 1 590     |